# Phreatia minima
Phreatia minima är en orkidéart som beskrevs av Rudolf Schlechter. Phreatia minima ingår i släktet Phreatia och familjen orkidéer. Inga underarter finns listade i Catalogue of Life.